# 桑田勇
桑田 勇（くわた いさむ、1942年11月25日 - ）は、日本のプロボクサー及びプロボクシング・トレーナー経験者。東京都八王子市出身。本名は桒原 勇（くわばら いさむ）。
18歳で帝拳ジムに入門。19歳でプロデビューし現役時代は通算7戦4勝3KO3敗、フライ級4回戦ボーイでキャリアを終え、20歳でトレーナーに転向後、大場政夫・浜田剛史などの選手を育てた。
1992年度第3回エディ・タウンゼント賞を受賞、2000年度最優秀トレーナー賞。
2009年の年末に退職し、以降は日本ボクシングコミッション（JBC）から如何なるライセンスの発給も受けておらず、ボクシング界とは直接関わっていないが、
80歳当時にボクシング・ビート2023年2月号の大場政夫特集記事でインタビューを受けるなど、動静は確認されている。